# Septembre 1811

## Événements
- 7 septembre : arrivée au Bhoutan du médecin Thomas Manning. Il escorte un général chinois à travers le Tibet. Il est le premier britannique à se rendre à Lhassa. Le 17 décembre, il rencontre le Dalaï-lama. Il repart pour le Bengale le 6 avril 1812[1]. Vers cette époque, le gouvernement tibétain, influencé par les Mandchous, décide de fermer le Tibet et Lhassa aux étrangers[2].

- 10 - 11 septembre, guerre russo-turque : l’armée turque passe le Danube[3].

- 15 septembre, France : vendanges exceptionnelles (« vin de la comète »).

- 18 septembre, France : création de la brigade de sapeurs-pompiers de Paris.

- 28 septembre : le match de boxe entre le champion britannique Tom Cribb et le noir américain Tom Molineaux attire plus de 20 000 spectateurs[4].

## Naissances
- 12 septembre : James Hall (mort en 1898), géologue et paléontologue américain.

## Décès
- 8 septembre : Peter Simon Pallas (né en 1741), zoologiste russe d'origine allemande.